# Gugnano
Gugnano è una frazione e una parrocchia del comune lombardo di Casaletto Lodigiano.
Al censimento del 21 ottobre 2001 contava 223 abitanti.

## Geografia fisica
Il centro abitato è sito a 84 m sul livello del mare.

## Storia
La località è un piccolo borgo agricolo di antica origine.
In età napoleonica (1809-16) Gugnano fu frazione di Salerano, recuperando l'autonomia con la costituzione del Regno Lombardo-Veneto.
All'Unità d'Italia (1861) il comune contava 323 abitanti. Nel 1870 venne aggregato a Casaletto Lodigiano.